# Fabinho Capixaba
Antônio Fábio Francês Cavalcante, mais conhecido como Fabinho Capixaba (Vitória, 27 de novembro de 1984) é um futebolista brasileiro que atua como lateral-direito. Atualmente, joga pelo Capixaba.

## Carreira
No ano de 2009 atuou pelo Avaí, emprestado pelo Palmeiras.
Seu contrato com o time catarinense, que durava até o final do ano, não foi renovado e Fabinho acertou sua transferência, também por empréstimo de um ano, para o Coritiba na temporada de 2010.
Em julho de 2011, Fabinho fechou contrato com o Criciúma para a temporada 2011.
O jogador retornou ao Palmeiras em setembro de 2012 e foi reintegrado ao elenco pelo técnico Gilson Kleina, para a disputa da sequência da temporada, mas não chegou a jogar pela equipe.
Em 28 de janeiro de 2013, Fabinho se envolveu numa confusão com um palmeirense, na frente do Palestra Itália. Depois da briga, o jogador esteve no 23º DP para prestar esclarecimentos à polícia, enquanto o torcedor postou no Twitter "Boxe no Fabinho Capixaba. Alma lavada", apagando o texto logo em seguida.
Para a temporada de 2014, Fabinho foi apresentado pelo Atlético Sorocaba.

## Títulos
Sertãozinho
- Campeonato Paulista - Série A3: 2004

Coritiba
- Campeonato Paranaense: 2010
- Campeonato Brasileiro - Série B: 2010[8]

### Outras Conquistas
Palmeiras
- Taça Osvaldo Brandão: 2009